# Andrographis serpyllifolia
Andrographis serpyllifolia är en akantusväxtart som först beskrevs av Johan Peter Rottler och Vahl, och fick sitt nu gällande namn av Robert Wight. Andrographis serpyllifolia ingår i släktet Andrographis och familjen akantusväxter. Inga underarter finns listade i Catalogue of Life.